# Cinquestelle
Cinquestelle è stato un circuito televisivo italiano a diffusione nazionale attivo dal 1988 al 2014.

## Storia

### Nascita e gestione Telenova-Sacis (1988-1993)
Cinquestelle venne fondata nel febbraio 1988 dal sacerdote paolino e imprenditore don Tommaso Mastrandrea, allora editore anche dell'emittente Telenova, capofila del circuito, e aveva sede a Milano. La raccolta pubblicitaria era affidata alla concessionaria Sipra. Le reti televisive locali collegate al circuito erano 26 e questo dato garantì per un periodo di tempo una buona copertura della penisola. Nel primo periodo i programmi del circuito erano distribuiti tramite cassette; ogni emittente affiliata aggiungeva autonomamente il logo di Cinquestelle e lo manteneva in onda anche durante la programmazione regionale. In breve tempo, tuttavia, Cinquestelle iniziò a esercire un feed satellitare a cui si collegavano le reti locali negli orari di programmazione comune.
La programmazione era divisa in due parti che coprivano le ore giornaliere tra le 11:00 e le 15:00 e quelle serali tra le 18:00 e la mezzanotte, e proponeva in larga parte film, sceneggiati, telenovelas e cartoni animati già trasmessi dalla Rai, che Cinquestelle acquistava dal catalogo di distribuzione della Sacis; a essi si aggiungevano diversi programmi autoprodotti.
Il 28 giugno 1991 Cinquestelle attivò un servizio teletext, denominato Arianna e realizzato in collaborazione con Area e Colby, che fu il primo trasmesso da una syndication in Italia: le prime 600 pagine erano infatti gestite dalle emittenti regionali legate al circuito, mentre dalla pagina 600 i contenuti erano a carattere nazionale e comprendevano per lo più inserzionisti.
Il teletext Arianna ha terminato il servizio nella primavera del 1997, con la fine della gestione RTA.
Dal 21 settembre 1992 alla primavera 1993 i cartoni della syndication andarono in onda nel contenitore Starlandia condotto da Michela Albanese, in onda dalle 17:00 alle 18:00. Il programma comprendeva anche diverse piccole rubriche di musica, cucina e moda; a volte le serie trasmesse erano presentate a mezzo episodio al giorno. Le puntate realizzate vennero replicate nella successiva stagione 1993/1994.

### Gestione RTA (1993-1997)
Nel settembre 1993 Cinquestelle passò nelle mani di Francesco Grandinetti, già proprietario di Vuellesette, e aderì al consorzio RTA (Reti Televisive Associate), ideato dallo stesso Grandinetti in collaborazione con Angelo Samperi, editore dei circuiti nazionali Odeon TV e TivuItalia che già costituivano un gruppo integrato. In questa seconda fase della sua esistenza Cinquestelle propose una programmazione in parte diversa: diede più spazio alle produzioni proprie con programmi di approfondimento al primo passaggio televisivo e con volti già noti al pubblico. Tra questi spiccavano Casa VIP, condotto da Marina Ripa di Meana e Couture, con Leyla Pafumi. Anche il logo subì un leggero restyling: infatti la scritta "Cinquestelle" venne impressa tutta in maiuscolo, mentre precedentemente lo era la sola lettera iniziale, e il cerchio verde con le stelle fu leggermente rimpicciolito e maggiormente delineato per evidenziarlo di più. L'orario di messa in onda delle trasmissioni rimase pressoché lo stesso. Alcune emittenti a larga diffusione in questa fase decisero però di fuoriuscire, talvolta senza essere rimpiazzate o sostituite da altre con copertura del territorio minore che non permisero una buona ricezione. La conseguenza fu un progressivo calo di pubblico e un arresto dello sviluppo: anche il consorzio RTA andò quindi in declino per errori di gestione.

### Gestione Europolo 4 e prima chiusura (1997-2000)
Nel 1997 Cinquestelle ripartì grazie alla società Europolo 4, tra il cui gruppo dirigente si annoverava Marco Foresi, ex genero di Gianfranco Funari. Durante la nuova gestione, in video comparve per alcuni mesi anche la dicitura EP4. Nulla però migliorò rispetto a prima: la scarsa copertura del territorio e i bassi introiti pubblicitari furono probabilmente le ragioni che portarono prima a ridurre drasticamente le ore di trasmissione alla sola fascia serale 18:00-22.30, e poi a una cessazione totale nel giugno 2000.

### Rinascita con una diversa linea editoriale (2001-2009)
Nel 2001 la proprietà dell'emittente passò alla società Margi, nuovamente gestita da Marco Foresi: costui portò un nuovo management, che realizzò un palinsesto basato quasi esclusivamente su una programmazione autoprodotta. Le emittenti collegate erano in buona parte le vecchie affiliate; se ne aggiunsero delle nuove, che però non furono sufficienti a raggiungere un largo pubblico. Il circuito tentò di sopperire a questa lacuna occupando un canale autonomo in chiaro sul satellite.
Si tentò di incrementare gli ascolti replicando alcuni dei programmi passati e trasmettendo alcuni film, anche se di scarso richiamo, nella tarda mattina e in prima serata, ma di fatto ottenendo gli scarsi risultati delle precedenti gestioni.
A causa dei bassi introiti, a metà degli anni Duemila il circuito ridusse ulteriormente i suoi orari di trasmissione, puntando esclusivamente sulla tarda fascia pomeridiana e su quella serale e in modo frammentario, lasciando che i vuoti fossero colmati dalla programmazione delle reti locali. Dal 2007 fu disponibile anche all'interno della piattaforma Sky con una programmazione identica a quella terrestre, che nelle ore di vuoto veniva colmata da televendite, rubriche di cartomanzia e simili. A febbraio 2008 la diffusione satellitare cessò e il canale tornò a non essere più raggiungibile per chi non riuscisse a captarne il segnale terrestre (se non quando, saltuariamente, alcune affiliate locali trasmettevano esse stesse sulla piattaforma Sky, come fece per esempio, ma per breve tempo, la ligure Telegenova).

### Digitale terrestre e TV di approfondimento (2010-2014)
Al 2010 Cinquestelle si trovava a languire nuovamente, con una sola ora di programmazione quotidiana nella fascia 20:30-21:30, e perdendo diverse affiliate, che mostravano sempre meno interesse per un palinsesto ormai effimero. Con l'avvento del digitale terrestre il circuito, però, divenne disponibile sotto forma di canale autonomo in Lazio e in Umbria veicolato dal mux Telestudio, e ottenne un anno dopo di tornare a trasmettere in chiaro via satellite.
Il 26 ottobre 2010 il giornalista Gabriele La Porta, concluso il suo contratto lavorativo con la Rai, diede il via al nuovo programma Come state?, un talk show basato su dibattiti tra il pubblico a casa e gli ospiti in studio. Il circuito puntò molto sulla novità, tantoché firmò un accordo con alcune emittenti aggiuntive, che si sarebbero collegate esclusivamente per la messa in onda di questo programma, il martedì tra le 20:00 e le 23:30 (benché la trasmissione spesso proseguisse fino alle 0:30-1:00), e a breve ne realizzò anche una versione giornaliera, condotta da La Porta assieme ad alcuni conduttori consueti della syndication, fra cui Nino Graziano Luca, Leyla Pafumi e Pino Gagliardi. Il giornalista riscosse inizialmente un buon successo ma dopo un po' la formula divenne ripetitiva e, probabilmente anche perché altre emittenti nazionali con maggiori risorse finanziarie avevano cominciato a produrre trasmissioni simili, il programma chiuse i battenti già a giugno 2012. Nello stesso mese il network abbandonò anche la propria frequenza sul digitale terrestre.

### Seconda chiusura e utilizzo del logo (2014- )
Il 19 settembre 2014 la syndication è definitivamente scomparsa sia dal satellite che sulle emittenti locali che la ripetevano.
A partire dal 23 ottobre 2016 il suo logo è stato riutilizzato da alcune TV locali del gruppo Gold TV, come Roma ch 71, Gold TV Molise e Canale 15 (Marche), e per pochi giorni dal canale nazionale Odeon 24 di proprietà dello stesso editore, tuttavia la programmazione dei canali non è unificata e non ha attinenza con il vecchio palinsesto della syndication. Al 2022 il logo di Cinquestelle risulta nuovamente inutilizzato.

## Programmi
Quella che segue è una lista parziale dei programmi trasmessi:

### Telenovelas, serie tv, soap opera , telefilm
- Cristal (prima TV)
- La signora in rosa (prima TV)
- Amore proibito
- Vite rubate
- Il cammino della libertà; col titolo: La padroncina
- Destini
- Davinia
- La piovra
- La Certosa di Parma
- Aeroporto internazionale
- Passioni
- California
- Il paradiso del male
- Il ritorno di Diana
- Stazione di servizio
- Il guerriero Hanta Yo
- Il pirata
- Dollmaker
- Capozzi e figli
- Diciottanni - Versilia 1966
- Le spie
- Capitan Nice
- Cuore
- Cristoforo Colombo
- Marco Polo
- Il fantastico mondo di Mr. Monroe
- Voglia di volare
- Voglia di cantare

### Varietà, attualità, rubriche, informazione
- Tutti in forma
- Vernice fresca
- Casa Vip
- Couture
- Fuori i secondi
- Funari live
- Diagnosi
- Cinquestelle a mezzogiorno
- Casa Mosca
- Armadillo
- Comunque chic
- Starlandia
- Luci nella notte
- Dance television
- Arcobaleno
- Sport & Sport
- Wilma e contorni
- Autoreverse
- Superpass
- Quarta generazione
- A tutto jazz
- Autostrade
- Bar dello sport
- Bell'Italia
- Di classe
- Per amore
- Zitti e... Mosca
- Girofestival della canzone italiana
- Perché no?
- Estate italiana
- FM tv
- Motori non stop
- Come state ?
- Video Soccorso

### Cartoni animati
- Anna dai capelli rossi
- Heidi
- Bambino Pinocchio
- Marco
- L'ape Maia
- Le avventure di Lupin III
- Shirab il ragazzo di Bagdad
- Nils Holgersson
- Lo scoiattolo Banner[15]
- L'imbattibile Daitarn 3

## Emittenti affiliate

### Piemonte e Valle d'Aosta
- Telecupole
- Vco Azzurra Tv
- Videonovara

### Lombardia
- Telenova
- Più Blu Lombardia
- Antenna 2
- Crema TV
- Bergamo TV

### Liguria
- Telegenova

### Veneto
- Telebelluno Dolomiti
- TeleArena
- Televenezia
- TVA Vicenza

### Friuli-Venezia Giulia
- Telefriuli

### Emilia-Romagna
- NuovaRete
- Vmt Telestar
- Retemilia
- Carpi 1 TV
- Telecentro

### Toscana
- Teleregione Toscana
- Rete 37
- TVR Teleitalia
- Canale10

### Umbria
- Radio Tele Europa

### Marche
- TVRS
- Onda Sanbenedettese
- Quinta Rete

### Lazio
- GBR
- Supernova
- Telestudio 61

### Abruzzo
- Rete 8
- Telemax
- TV Teramo
- Antenna 2

### Molise
- Telemolise

### Campania
- Canale 10
- Telecento
- Ora TV
- Canale Sei
- Italia 2 Tv

### Basilicata
- Teleregione

### Puglia
- Video Emme
- Telebari
- Teleblu
- Telesveva
- GS Channel
- TeleRadioErre

### Calabria
- Vuellesette
- Tele Capo Spulico
- Tele Mia
- CityOne
- TeleStar
- Telejonio

### Sicilia
- Antenna Sicilia
- Teletna
- Telejonica
- TVT
- Tele Scirocco
- RTP Radio Televisione Peloritana
- Teleoccidente
- Video Regione
- Telestar
- TV Amica-Videofantasy
- Blu TV
- Telesud

### Sardegna
- Teleregione
- 5 Stelle Sardegna[16]

## Curiosità
- In passato l'annunciatrice del circuito era Cristina Fantini, ex valletta de Il pranzo è servito sempre sulla falsariga di Rai e Mediaset.[senza fonte]
- Nel 2007 il canale lanciò il primo reality show sul mondo del pugilato, Fuori i secondi, che raccontava la realtà quotidiana dei pugili professionisti impegnati negli incontri di Coppa Italia Professionisti, organizzata dalla Federazione Pugilistica Italiana.[senza fonte]
- Il direttore del telegiornale fu il giornalista della Rai Roberto Mostarda.
- La sigla dei notiziari regionali, curati dalle emittenti affiliate, era uguale per tutte le regioni italiane. Alcune televisioni associate la personalizzavano evidenziando il nome del notiziario locale o quello dell'emittente.
- I bumper di rete che introducevano i programmi o le pause pubblicitarie furono realizzati dall'agenzia Equart.